# Carlo Mondini
Carlo Mondini (5. listopadu 1729 Boloň – 4. září 1803) byl italský biolog, přírodovědec a lékař. Studia dokončil již ve svých 23 letech a v roce 1757 se stal doktorem filozofie a medicíny. V následujících letech se věnoval studiu anatomie a stal se docentem na lékařské fakultě.
Ve své práci se věnoval řadě témat, přičemž mezi nejvýznamnější patří výzkum rozmnožování úhořů, výzkum sluchových orgánů u hluchých, struktura oka a další. V roce 1777 objevil u úhoře vaječníky.